# Noord-Duits voetbalkampioenschap 1915/16
In 1915/16 werd het tiende voetbalkampioenschap gespeeld dat georganiseerd werd door de Noord-Duitse voetbalbond. Het vorige seizoen werden er wel regionale competities gespeeld, maar geen eindronde vanwege de Eerste Wereldoorlog.
De eindronde werd niet gespeeld met de teams die normaal deelnemen, maar met elftallen per stad of regio.

## Kwartfinale
| Team 1         | Uitslag | Team 2       |
| -------------- | ------- | ------------ |
| Kiel           | 5:1     | Lübeck       |
| Hamburg-Altona | 8:1     | Mecklenburg  |
| Hannover       | 5:3     | Braunschweig |
| Bremen         | 4:2     | Oldenburg    |
| Nordhannover   | 1:5     | Unterweser   |

## Tweede Ronde
| Team 1         | Uitslag | Team 2       |
| -------------- | ------- | ------------ |
| Hamburg-Altona | 6:1     | Nordhannover |

## Halve Finale
| Team 1         | Uitslag | Team 2 |
| -------------- | ------- | ------ |
| Hamburg-Altona | 4:2     | Kiel   |
| Hannover       | 1:0     | Bremen |

## Finale
| Team 1         | Uitslag | Team 2   |
| -------------- | ------- | -------- |
| Hamburg-Altona | 5:1     | Hannover |